# Remijia hubbardiorum
Remijia hubbardiorum là một loài thực vật có hoa trong họ Thiến thảo. Loài này được B.M.Boom mô tả khoa học đầu tiên năm 2005.